# Salsa rosa
La salsa rosa és una salsa a base de maionesa i quetxup. El crític britànic Giles Coren va comentar que la salsa rosa és tot un símbol de la cuina de la dècada del 1970.

## Preparació
Normalment la salsa rosa es prepara barrejant una base de maionesa amb una cullerada de quetxup. La proporció de quetxup pot variar segons hom vulgui un color rogenc més o menys fort. També es poden afegir altres ingredients segons el gust, com unes gotes de salsa Tabasco per fer-la un xic picant.
La salsa rosa és una salsa molt fàcil de preparar que es pot tenir feta si es fa amb les maioneses comercials, ja preparades, com a base. Serveix per acompanyar amanides, entremesos, marisc i verdures bullides.
Amb un parell d'ingredients més la salsa rosa es pot transformar en salsa còctel per a preparar el còctel de gambes, plat d'estiu lleuger i refrescant.

## Variants
Tal com la maionesa d'on prové, la salsa rosa és una salsa bàsica que pot donar lloc a moltes altres salses. Cal mencionar les següents:
- "Fry sauce" és el nom amb què coneix sovint en anglès la salsa rosa, altrament coneguda com a "Marie Rose sauce". A algunes zones dels Estats Units, la salsa rosa amb diversos ingredients menors, es fa servir per acompanyar les patates fregides. A Puerto Rico es coneix amb el nom de "mayoketchup".
- Salsa golf. Salsa argentina inventada per Luis Federico Leloir al "Golf Club" del Mar del Plata, Argentina. Aquesta és una salsa rosa amb vinagre, llimona, mostassa i espècies.
- Salsa mil illes (Thousand Island Dressing). Salsa rosa que conté cogombrets confitats, cebes i pebrot finament picats amb espècies.